# Estación Motoyama
La estación Motoyama (本山駅 Motoyama-eki?) pertenece a las líneas Higashiyama y Meijō, es operada por el Buró de transporte de la ciudad de Nagoya, y está identificada como H-16 y M-17 respectivamente. Se encuentra ubicada en el barrio de Yotsuyatōri, Chikusa, en la ciudad de Nagoya, prefectura de Aichi, Japón. La estación abrió el 1 de abril.
Presenta una tipología de andenes laterales en la línea Higashiyama e isla en la línea Meijō. Cuenta con 7 accesos en total, como así también escaleras mecánicas y ascensor.

## Sitios de interés
- Templo Tōgan-ji.
- Universidad de Nagoya.
- Observatorio Meteorológico de Nagoya.
- Instituto de Tecnología de Aichi.
- Histórico edificio de la era Shōwa.
- Buda de Nagoya.
- Escuela municipal Shiyorama.
- Oficina de correos de Motoyama.
- Centro comercial de Yotsuyatōri.

## Imágenes

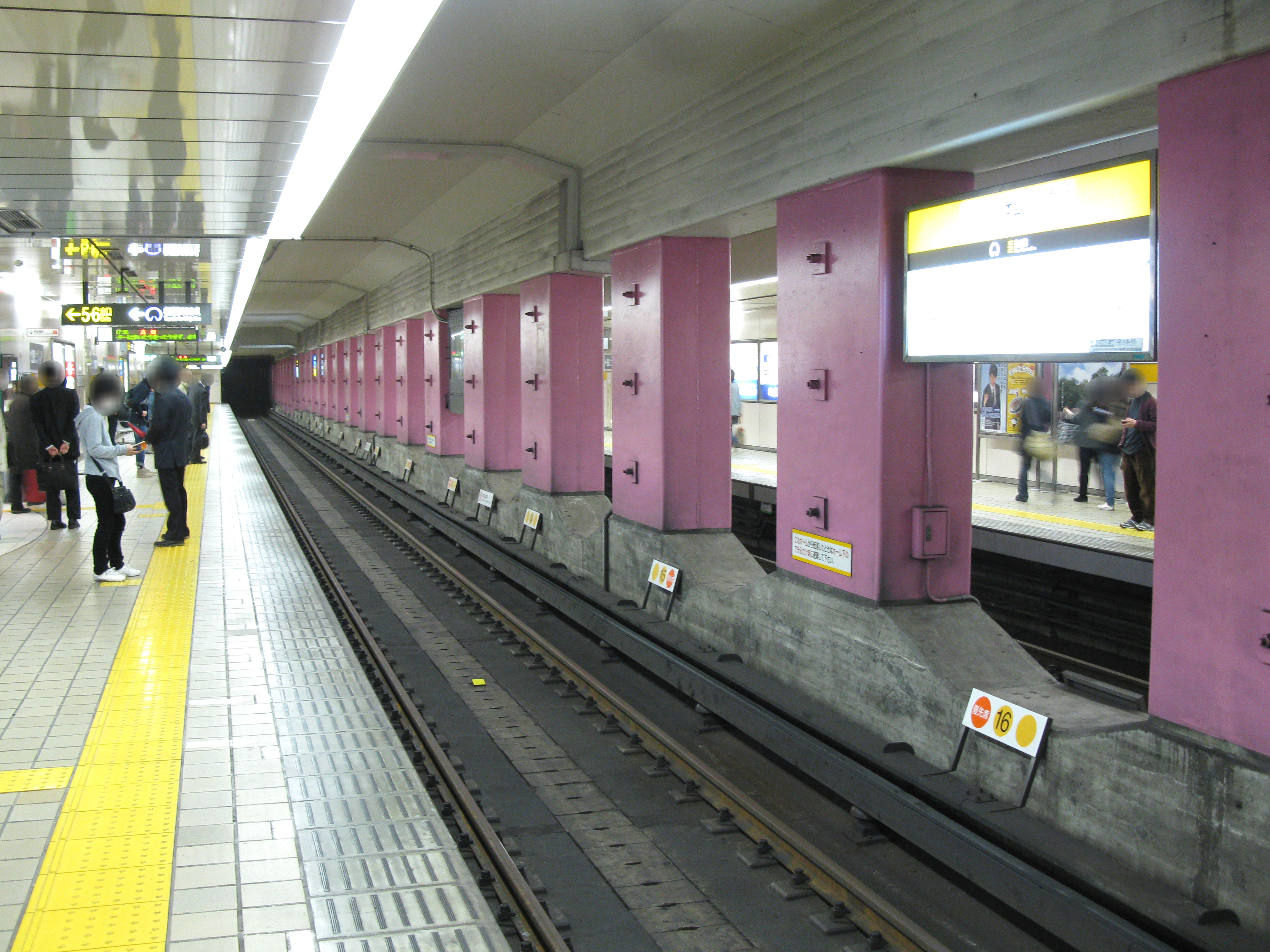
Andén de la línea Higashiyama.
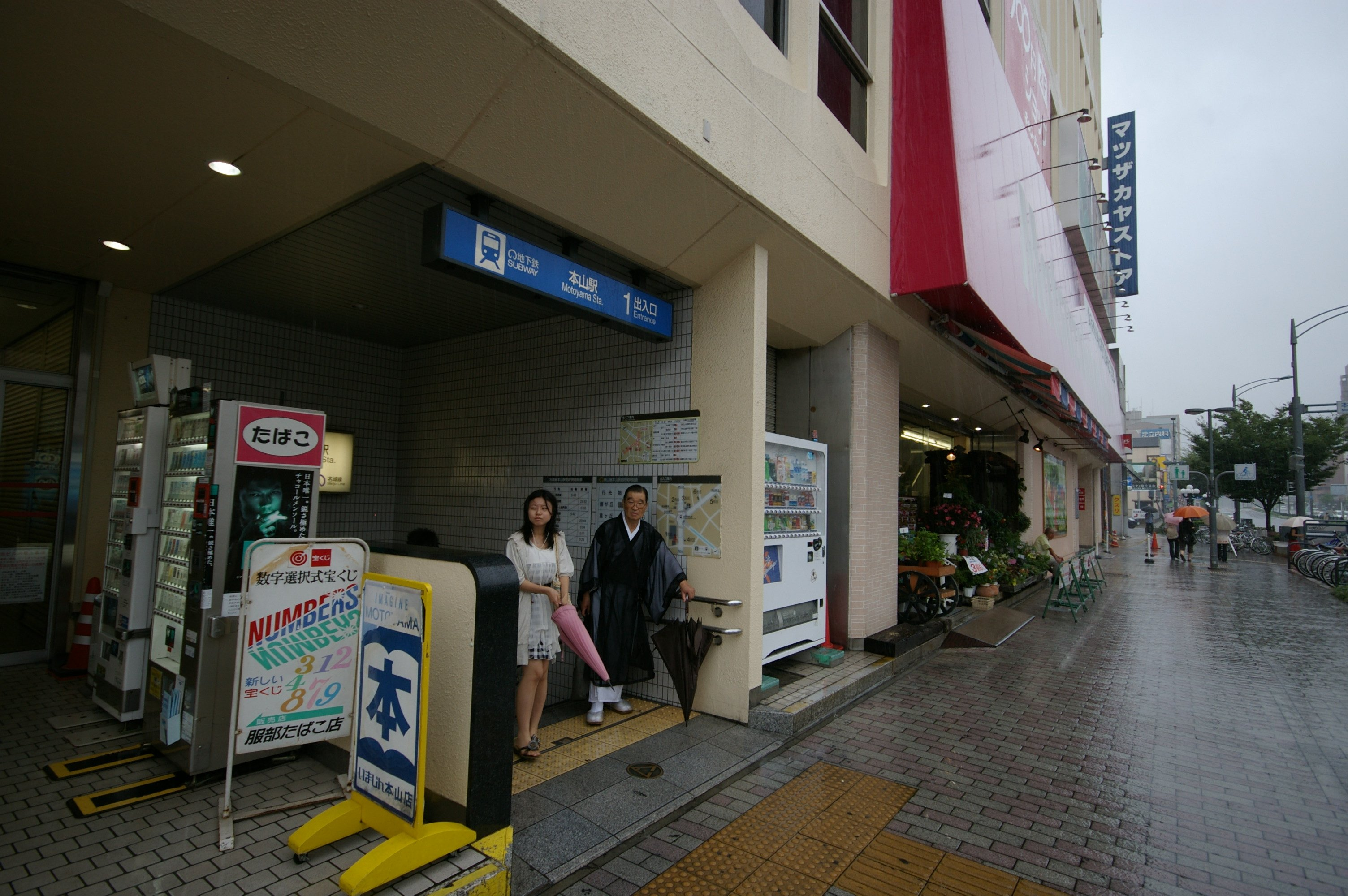
Acceso N° 1.
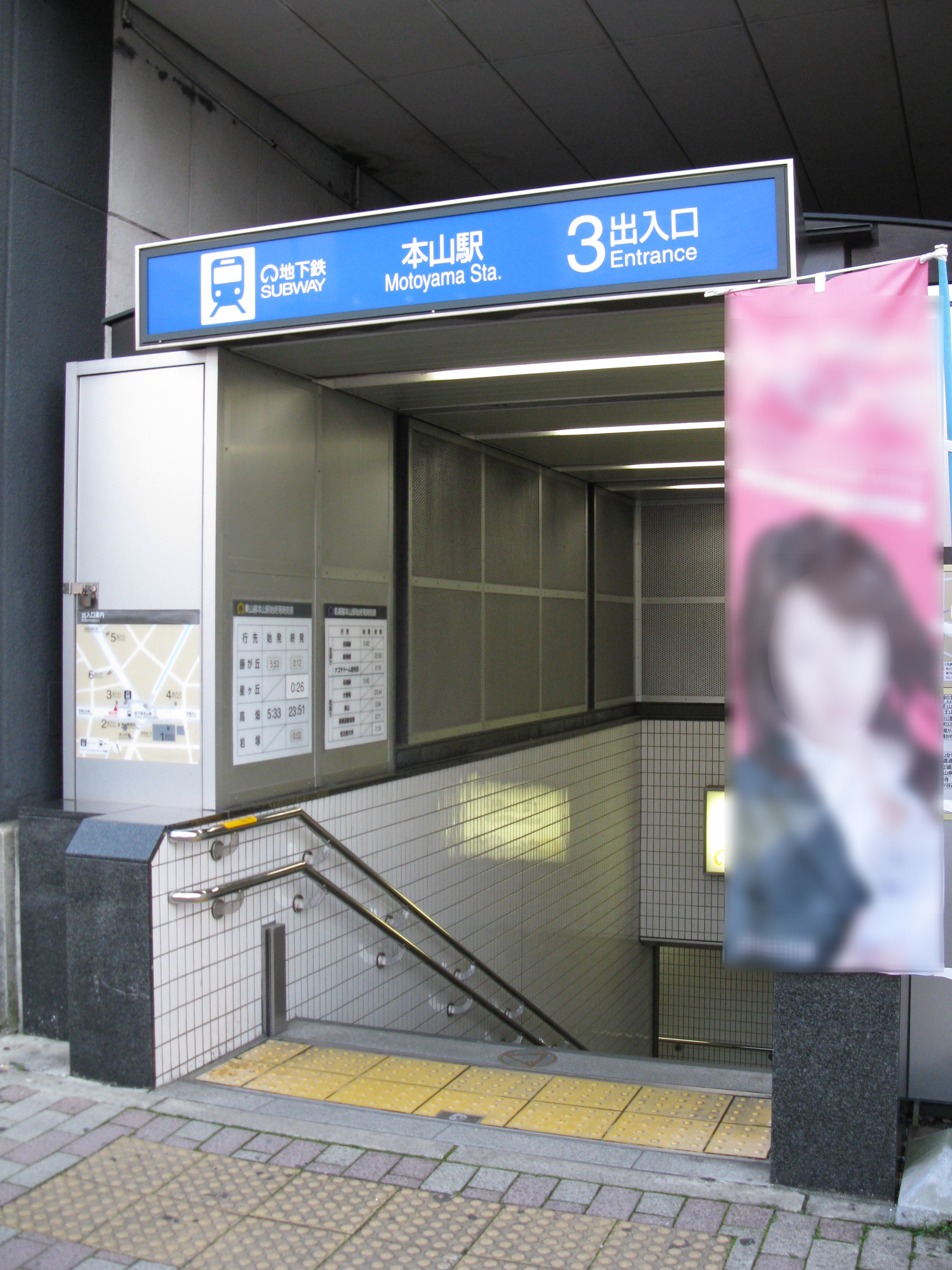
Acceso N° 3.
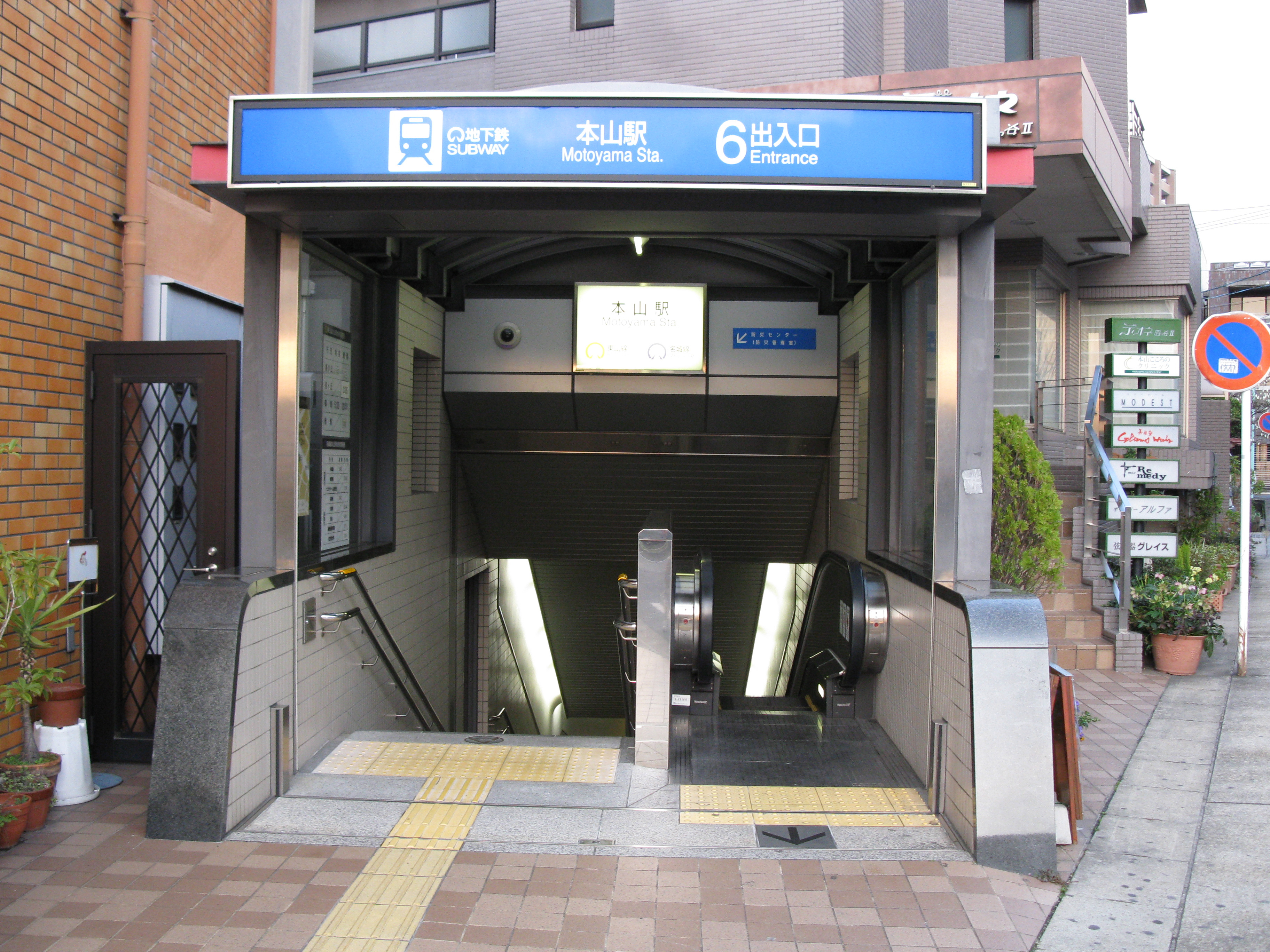
Acceso N° 6.
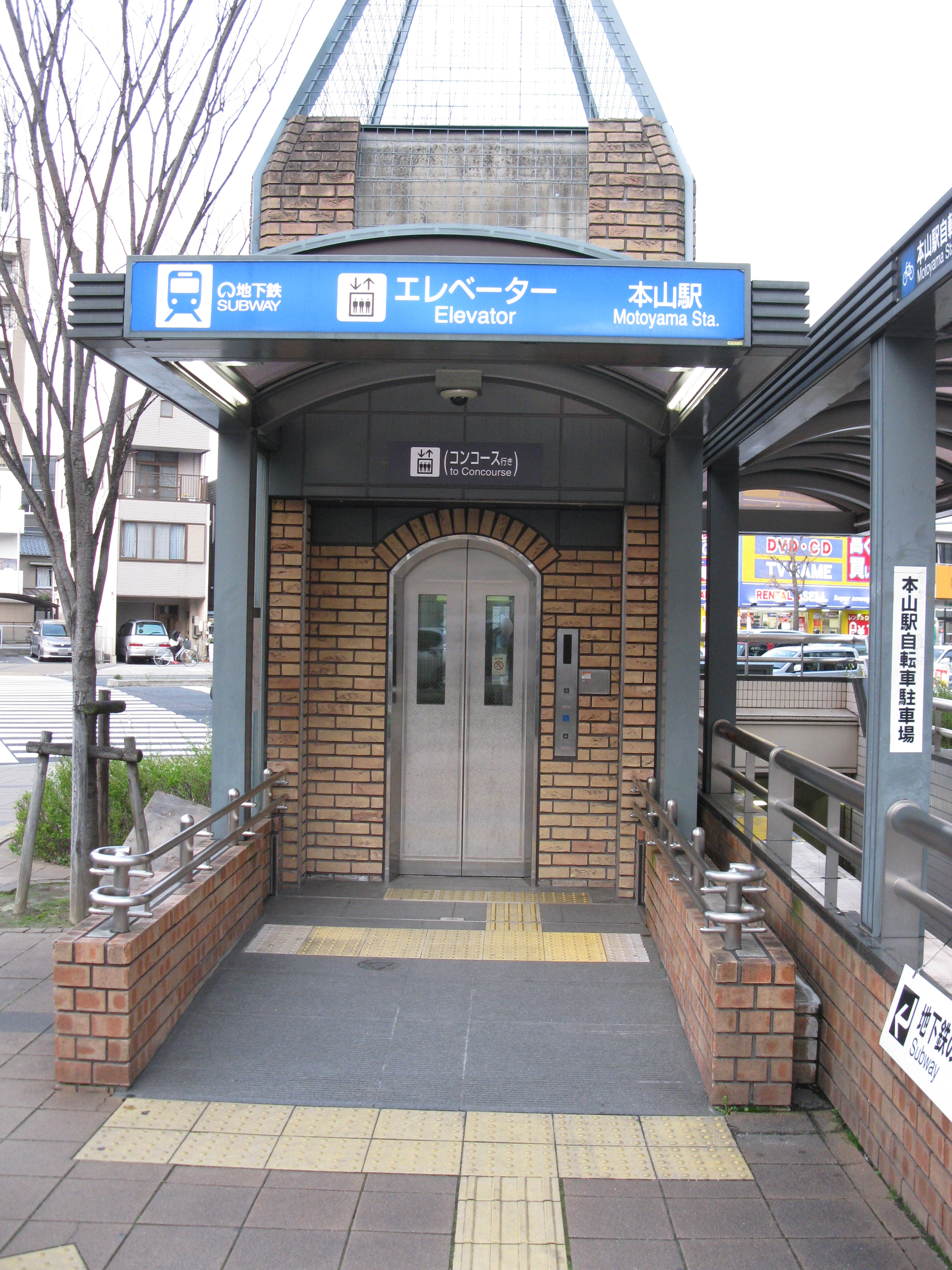
Ascensor.